# Mariene ecoregio Witte Zee
De Mariene ecoregio Witte Zee (19) (Engels: White Sea marine ecoregion) is een biogeografische regio en ligt in de Noordelijke IJszee in het Marien rijk Arctica. De mariene ecoregio is vastgesteld door het World Wide Fund for Nature en The Nature Conservancy en is vernoemd naar de Witte Zee.
In het noorden grenst het gebied aan de mariene ecoregio Noordelijke en Oostelijke Barentszzee (18).

## Geografie
De mariene ecoregio ligt in de Noordelijke IJszee voor een stuk noordkust van Rusland, specifiek de oblast Moermansk, republiek Karelië, oblast Archangelsk en autonome okroeg Nenetsië. Het gebied omvat de Witte Zee inclusief de Golf van Loembovka.
Het gebied kenmerkt zich door slechts lokale zeestromingen.

## Biogeografie
Het gebied kent zeeleven dat houdt van arctische temperaturen.